# Grönsjön (Eggby socken, Västergötland)
Grönsjön är en sjö i Skara kommun i Västergötland och ingår i Göta älvs huvudavrinningsområde. Sjön har en area på 0,0389 kvadratkilometer och ligger 128,1 meter över havet. Grönsjön ligger i Höjentorp-Drottningkullen Natura 2000-område. Vid sjön går den 3 kilometer långa Vandringsled Höjentorp.

## Delavrinningsområde
Grönsjön ingår i det delavrinningsområde (647803-137590) som SMHI kallar för Utloppet av Ormsjön. Avrinningsområdets medelhöjd är 197 meter över havet och ytan är 8,39 kvadratkilometer. Det finns inga delavrinningsområden uppströms utan avrinningsområdet är högsta punkten. Vattendraget som avvattnar avrinningsområdet har biflödesordning 6, vilket innebär att vattnet flödar genom totalt 6 vattendrag innan det når havet efter 264 kilometer. Delavrinningsområdet består mestadels av skog (58 procent) och jordbruk (31 procent). Avrinningsområdet har 0,35 kvadratkilometer vattenytor vilket ger det en sjöprocent på 4,1 procent.